# 益田恵梨菜
益田 恵梨菜（ますだ えりな、1995年4月12日 - ）は、日本の女優、タレント、グラビアアイドル。佐賀県三養基郡みやき町出身。

## 来歴
高校卒業後、OLとして働いている中で応募した週刊ヤングジャンプギャルコン2014でグランプリを受賞。
2016年、『私 結婚できないんじゃなくて、しないんです』でテレビドラマに初レギュラー出演。
2017年、『リンキング・ラブ』で映画デビュー。
2023年1月に扶桑社『SPA!』および集英社『週刊プレイボーイ』にて約7年ぶりとなる水着グラビア撮影を行った。
2025年4月30日をもってライジングプロダクションを退所した。

## 人物
- 趣味は、音楽鑑賞・スポーツ観戦[8]。九州出身だが祖母と父の影響で生粋の巨人ファン。2023年に行われた週刊プレイボーイでのインタビューでは長々と「巨人における昨シーズンの明るい話題」「WBCにおける巨人選手の期待度」を語った[5]。
- 特技はバレーボール・ピアノ[9]。

## 出演

### 映画
- リンキング・ラブ（2017年10月、監督：金子修介） - 寺島弘美 / 吉岡雅美 役（二役）

### テレビドラマ
- マネーの天使〜あなたのお金、取り戻します!〜 最終話（2016年3月24日、読売テレビ） - 冬美 役
- 私 結婚できないんじゃなくて、しないんです（2016年4月 - 6月、TBS）
- リピート〜運命を変える10か月〜 第2・4話（2018年1月18日、2月1日、読売テレビ） - ミナミ 役
- 正義のセ 第7話（2018年5月23日、日本テレビ） ‐ 水田早希 役
- プレミアムドラマ（NHK BSプレミアム）
  - 捜査会議はリビングで!（2018年7月 - 9月） - 相川れな 役
  - 調査会議はリビングで おかわり！（2020年2月 - 3月） - 相川れな 役
- 下町ロケット（2018年10月 - 12月、TBS） - 藤二亜希 役
- 騎士竜戦隊リュウソウジャー 第5話（2019年4月14日、テレビ朝日） - 柊早苗 役
- インハンド 第4話（2019年5月3日、TBS） ‐ 水原舞 役
- 未満警察 ミッドナイトランナー 第2話（2020年7月4日、日本テレビ）
- バイプレイヤーズ〜名脇役の森の100日間〜 第3話（2021年1月22日、テレビ東京） ‐ 鈴木花 役
- ナンバMG5（2022年4月13日 - 6月22日、フジテレビ） - 小殻恵 役

### ウェブドラマ
- ミュージックドラマ「FHIT MUSIC♪」（2018年2月、dTV）
- TOKYO COIN LAUNDRY（2019年1月、GYAO!）

### テレビ番組
- めざましテレビ（2017年3月 - 、フジテレビ） - 「めざましプレゼント」MC（不定期出演）
- 石橋貴明のたいむとんねる（2018年5月14日、フジテレビ） - バイトのウエイトレス 役
- 朝だ!生です旅サラダ（2023年11月 - 、朝日放送テレビ） - 旅サラダガールズ

### 舞台
- タクフェス第5弾公演「ひみつ」（2017年10月 - 12月） - まり 役
- 僕の兄貴はテディ・ベア（2019年9月）

### MV
- Shout it Out「DAYS」（2016年12月）
- ミサンガ「Go for Your Life」（2019年10月）

## デジタル写真集
- magnetic G 益田恵梨菜『mint』（magnetic G、2017年）
- magnetic G 益田恵梨菜『time』（magnetic G、2017年）
- magnetic G 益田恵梨菜 complete（magnetic G、2018年）
- がばいねーちゃん 益田恵梨菜1 [sabra net e-Book]（小学館、2018年）
- がばいねーちゃん 益田恵梨菜2 [sabra net e-Book]（小学館、2018年）
- がばいねーちゃん 益田恵梨菜DX [sabra net e-Book]（小学館、2018年）
- PRESENTER　益田恵梨菜3 [sabra net e-Book]（小学館、2019年）
- PRESENTER　益田恵梨菜4 [sabra net e-Book]（小学館、2019年）
- PRESENTER　益田恵梨菜DX [sabra net e-Book]（小学館、2019年）
- 益田恵梨菜写真集「抱きたいカラダ」（撮影：熊谷貫、集英社、2023年1月23日）
- 益田恵梨菜「えりな・東京」 BUBKAデジタル写真集（撮影：時永大吾、白夜書房、2023年12月22日）
- FLASHデジタル写真集 益田恵梨菜 「おはよう」が聞きたくて（撮影：峠雄三、光文社、2024年7月2日）